# Hanna Olava Winsnes

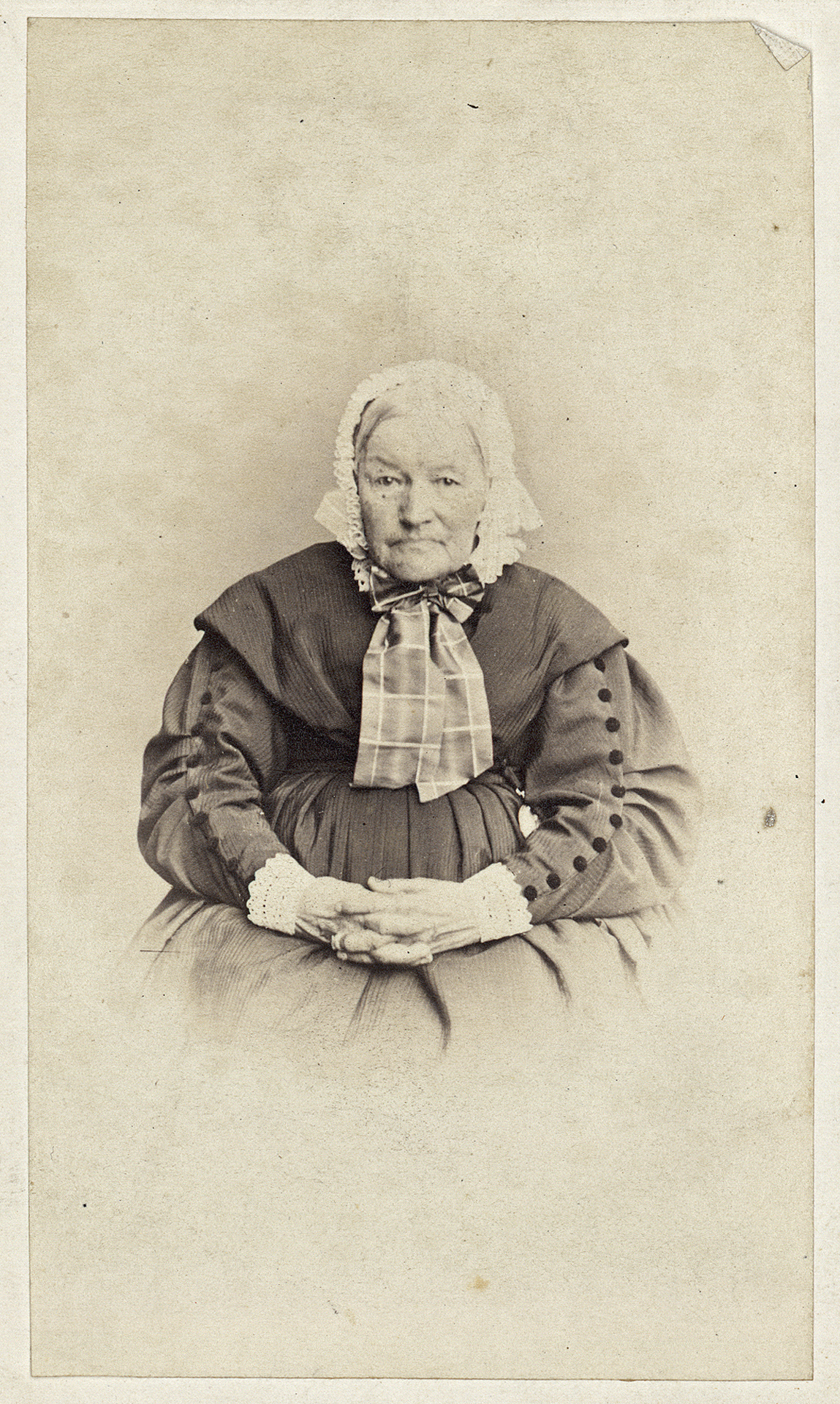
Hanna Olava Winsnes.

Hanna Olava Winsnes, född 1789 i Drammen, död 1872, var en norsk författare. Hennes far var borgmästare i Drammen, och efter hans död 1805 bodde hon en tid i Köpenhamn. Hon gifte sig med prästen Paul Winsnes, som 1840–75 var sockenpräst i Vang i Hedmark.
Under 1840-talet skrev hon under pseudonymen Hugo Schwarz en följd av historier som dels byggde på det lokala livet och dels använde sig ab dialet. Grevens Datter (1841) och Det første Skridt (1844) kom ut i bokform, och övriga publicerades i tidningen Nat og Dag. Under sitt eget namn utgav hon Smaa-Digte (1848), barnboken Aftenerne paa Egelund (1852) och en del barnverser. Hon är dock mest känd för kokboken Lærebog i de forskjellige Grene af Huusholdningen (1845, samt många omtryck). Också hennes Husholdningsbog for tarvelige Familier i By og Bygd (1862) gavs ut i flera utgåvor.
Hanna Winsnes var farmorsmor till den norska författaren Barbra Ring.